# Lucia Peretti
Lucia Peretti (Sondalo, 14 de noviembre de 1990) es una patinadora de velocidad sobre pista corta italiana.

## Carrera
Compitió en los Juegos Olímpicos de Invierno de 2010 en Vancouver (Canadá), junto con el equipo italiano en el evento de relevo de 3000 metros femenino, terminando en sexto lugar en la tabla de posiciones general.
Hacia 2013, su mejor desempeño en los campeonatos del mundo había sido en 2012, terminando en cuarto lugar como miembro del equipo de relevos italiano. También ganó una medalla de bronce en el Campeonato Mundial de Patinaje de Velocidad de Pista Corta de 2010, y una medalla de oro en el Campeonato Mundial Juvenil.
En los Juegos Olímpicos de Invierno de 2014 en Sochi (Rusia), obtuvo una medalla de bronce en el evento de relevo de 3000 metros femenino, junto a Arianna Fontana, Martina Valcepina y Elena Viviani.
En los Juegos Olímpicos de Invierno de 2018, celebrados en Pieonchang (Corea del Sur), ganó la medalla de plata en el evento de relevo de 3000 metros femenino junto con Arianna Fontana, Martina Valcepina y Cecilia Maffei.